# Битва при Сукро
Битва при Сукро — військове зіткнення, що відбулося під час Серторіанської війни (лат. Bellum Sertorium) у 75 році до н. е. на території Римської Іспанії у внутрішніх регіонах сучасної Валенсії. У битві зійшлися війська маріанців (прихильники Гая Марія Старшого) під командуванням Квінта Серторія (колишнього клієнта Марія) та Луція Гереннія проти армії сулланців (прихильників Луція Корнелія Сулли), очолюваної Гнеєм Помпеєм Великим.
Ця битва є однією з ключових подій ширшої серії громадянських війн у Римській республіці. Попри певну плутанину в джерелах щодо місця події (деякі історики називають її битвою при Валенсії або битвою на річці Турія), найімовірніше, битва відбулася в районі річки Сукро, що дало підстави для її локалізованої назви.

## Історичний контекст
Під час громадянської війни Сулли Квінт Серторій воював на стороні фракції Маріан — Ціннан проти Сулли. У 83 році до н. е. Серторій, після розбрату з керівництвом своєї фракції, був відправлений на Піренейський півострів як його губернатор. На жаль для Серторія, його фракція програла війну в Італії, і Сулла послав армію, яка вигнала його (Серторія) з Іберії.
Після деяких поневірянь Серторій опинився в Тінгісі (Північна Африка). Там він допоміг місцевим жителям скинути Аскаліса, просулланського тирана. У Тінгісі його зустріло посольство незадоволених лузитанців, лютого кельтського народу, які благали його повести їх проти уряду Суллана, який вимагав їх повернення додому. Лузитанці обрали Серторія через м'яку політику, яку він проводив, будучи губернатором у 82 році до н. е., порівняно з більш суворими попередніми губернаторами. Швидше за все, ця пропозиція виникла через те, що лузитанці визнали, що вони не зможуть перемогти Рим і що їхня найкраща надія полягала в тому, щоб допомогти встановити в Римі режим, який симпатизував би їм. Історик Філіп Спанн припускає, що основною причиною прийняття Серторія було те, що ставало все більш очевидним, що для нього та його послідовників не буде амністії та примирення з режимом, встановленим Суллою.
У 80 році до н. е. Серторій, розгромивши біля Мелларії невеликі військово-морські сили під командуванням Аврелія Котти (римський консул), висадився на Піренейському півострові в Баело, поблизу Геркулесових стовпів (Гібралтар). З розповіді Плутарха випливає, що Серторій спочатку відправився в Лузітанію, організував племена і лише потім повернувся в долину Баетіс, щоб перемогти римське військо під керівництвом Луція Фуфідія (імовірно, губернатора Дальньої Іспанії). Спанн припускає, що більш імовірною послідовністю є те, що битва на річці Беетіс сталася під час першого походу Серторія до Лузітанії. Упродовж 79–78 років до н. е. Серторій вів партизанську війну проти сулланських проконсулів, зокрема Квінта Метелла Пія. Його військова майстерність і гнучка тактика дозволили утримати позиції попри численні спроби римського сенату придушити повстання. У 77 році до н. е. Римський сенат направив до Іспанії Гнея Помпея Великого з великою армією для підтримки Метелла. Помпей, ще молодий, але вже досвідчений воєначальник, розпочав наступ із півночі, тоді як Метелл просувався із заходу. Серторій, уникаючи вирішального бою, продовжував використовувати маневрену тактику, розпорошуючи сили ворога та знищуючи окремі загони.
У 76 році до н. е. Серторій завдав Помпею поразки в битві при Лауроні, що значно підірвало мораль римської армії. Проте з наближенням нових сил та кращою координацією дій між Помпеєм і Метеллом ситуація почала змінюватися не на користь Серторія. Він змушений був розподіляти командування між своїми соратниками — Луцієм Гереннієм, Марком Перпенною та іншими.
На початку сезону кампанії 75 року до н. е. Помпей переміг легатів Серторія, Перперну та Гая Гереннія, у битві біля Валентії. Перперна та Геренній зробили помилку, давши бій, мабуть, вони були під враженням, що зможуть перемогти молодого полководця в різкій битві. Вони билися у вузькому просторі, який відокремлював річку від стін міста, умови, які сприяли боротьбі загартованих у боях ветеранів їх супротивника. Сам Геренній був серед 10 000 втрат. Валентію було взято і звільнено. Серторію, який вів кампанію проти Метелла, довелося кинутися на схід, щоб відновити ситуацію, і залишив Гіртулейа командувати в Іспанії.
Метелл негайно переміг Гіртулея в битві біля римської колонії Італіка. Невдовзі після світанку Гіртулей зібрав своє військо й рушив до табору Метелла. Метелл також зібрав свої війська, але тримав їх за своїми окопами до полудня. Було надзвичайно спекотно, і війська Гіртулея незабаром почали страждати від спеки, тоді як легіонери Метелла залишалися відносно свіжими. Оскільки його ворог годинами стояв перед табором, Метелл мав достатньо часу, щоб вивчити їхні позиції та скласти власні плани відповідно. Він зауважив, що Гіртулей розмістив свої найсильніші підрозділи в центрі бойової лінії. Коли битва нарешті почалася, Метелл стримав свій центр і зосередився на перемозі на флангах. Розгромивши фланги суперника, він охопив центр Гіртулея. Гіртулей втратив 20 000 чоловік під Італікою і, покараний, утік на північ, щоб приєднатися до свого полководця Серторія, який виступав проти Помпея. Метелл слідував, бажаючи максимально використати свою перемогу, загнавши Серторія між Помпеєм і собою.

## Передумови битви
Армії часто були занадто великими, щоб їх міг вести в бій один полководець, тому зазвичай командувач керував лише одним елементом своїх сил, делегуючи решту своїм підлеглим. Під час битви при Сукро Серторій розташувався на правому крилі своєї армії, а ліве крило передав іншому офіцеру. Помпей вчинив так само, доручивши командування лівим крилом Афранію. Таким чином, Помпей і Серторій опинилися на різних сторонах поля бою, причому Серторій стояв обличчям до Афранія.
Плутарх писав, що Помпей, окрилений перемогою при Валенсії, прагнув вступити в бій до прибуття Метелла, щоб не ділити славу перемоги. Серторій також прагнув битви, оскільки знав, що війська Помпея були чисельно менші. Він розпочав атаку ближче до вечора, сподіваючись, що темрява й незнання місцевості завадять Помпею як у разі переслідування, так і у разі втечі.
Альтернативна інтерпретація полягає в тому, що Помпей розумів: Серторій, відомий своєю схильністю до партизанської тактики, навряд чи ризикнув би битися проти об'єднаних римських армій. Його єдиною надією було змусити Серторія прийняти бій до того, як Серторій дізнається про поразку Гіртулія і наближення Метелла. І справді, вже наступного ранку Серторій повернувся до свого початкового плану війни шляхом атак на лінії постачання та фуражні загони супротивника.
Плутарх також зазначає, що Серторій перехопив ініціативу і першим атакував, коли почало сутеніти. Це могло бути пов'язано з маршем Помпея на південь від Валентії або з довгим очікуванням, адже армії часто годинами стояли у бойовому порядку, не розпочинаючи бою. Генерали очікували моменту, коли ворог припуститься помилки, або ж займали настільки вигідні оборонні позиції, що не хотіли їх залишати.

## Перебіг битви
Спусковим гачком для атаки Серторія стала темрява. Він вважав, що його люди, частина з яких були місцевими жителями, знають місцевість набагато краще, ніж солдати Помпея. Під покровом ночі його армія мала перевагу «або у втечі, або в переслідуванні», залежно від перебігу битви.

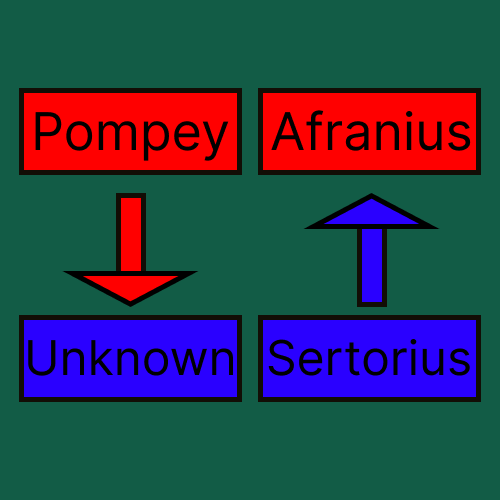
Схема Битви при Сукро 1 фаза

Армії часто були занадто великими, щоб їх міг вести в бій один чоловік, тому зазвичай командир особисто керував одним елементом своїх сил і делегував командування рештою своїм помічникам. При Сукро Серторій розташувався на правому крилі своєї армії та передав ліве крило іншому офіцеру. Помпей зробив те саме, делегувавши своє ліве крило Афранію. Це поставило Помпея та Серторія на протилежних сторонах поля бою, причому останній протистояв Афранію.
Коли битва почалася, Серторій і Помпей продемонстрували свої військові таланти: обидва зуміли відтіснити своїх супротивників назад. Праві крила обох армій просунулися вперед, тоді як ліві були відтиснуті назад, внаслідок чого війська почали рухатися навколо одна одної проти годинникової стрілки. 
Серторій, помітивши це, передав командування правим крилом одному зі своїх генералів і сам вирушив на лівий фланг. По дорозі він зустрів солдатів, які тікали від атак Помпея. У фрагменті, що зберігся з праць Саллюстія, Серторій докоряє своїм воїнам: «Ніхто не визнає справжніми чоловіками тих, хто вийшов з бою без зброї». Солдати згуртувалися навколо нього і повернулися до бою, зміцнюючи похитнуті лінії. Наступ Помпея було зупинено, і розпочалася успішна контратака.
У запалі битви Помпей ледь не загинув. Плутарх описує, як «на Помпея, який був верхи на коні, напав високий чоловік, який бився пішки». Нападник поранив Помпея «небезпечною раною від списа в стегно». Помпею вдалося відрубати руку нападнику, але щоб уникнути швидкого просування людей Серторія, йому довелося зістрибнути з коня та залишити його. Це виявилося його порятунком, оскільки його кінь був у багато прикрашеній упряжі. Значна кількість солдатів намагалася захопити коня як військову здобич замість того, щоб переслідувати Помпея, сперечаючись один з одним про те, кому що дістанеться.

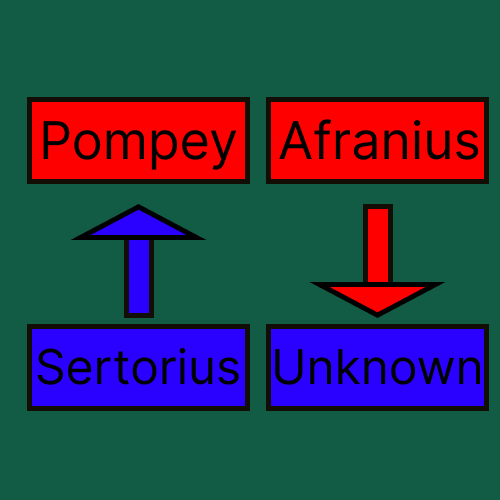
Схема Битви при Сукро 2 фаза

Поки Помпей біг, рятуючи своє життя, його заступнику Афранію було легше. Після того, як Серторій залишив той бік поля бою, Афраній зіткнувся з нижчим за його позиціями генералом і почав відступати. Чи то через темряву, чи то через плутанину битви, він не помітив, що Помпей відступив, тому не зупинився, щоб допомогти йому. Він прорвався крізь праве крило Серторія і невдовзі дістався до табору останнього. Його солдати увійшли до наметів і почали грабувати, повністю вийшовши з-під контролю Афранія.
Після того, як Помпей залишив поле бою, Серторій повернувся до свого табору, але виявив там сили Афранія, дезорганізовані та повністю зайняті грабунком. Серторіанська армія атакувала їх з тилу та зуміла вбити значну кількість цих солдатів, перш ніж Афраній зміг відступити.
Отже, перша битва при Сукро завершилася. Загалом, битва була хаотичною, з кількома атаками та контратаками, без чіткої перемоги для жодної зі сторін. Знову ж таки, історії про Серторія підтвердилися: коли він командував, він майже завжди перемагав. Але він не міг бути скрізь одночасно, щоб прикривати недоліки своїх офіцерів.
На світанку наступного дня обидві сторони вивели війська на поле бою, щоб заявити про перемогу. Проте після прибуття Метелла Серторій, усвідомивши перевагу супротивника, організовано відступив, розпустивши своє військо.
Взагалі, Серторій мав справедливе право на святкування: у нього не було жодних шансів на перемогу над об'єднаними силами Помпея та Метелла. Його нібито міцна оборонна позиція між Валентією та Сукром не змогла тримати ворогів на відстані. Тим не менш, хоча він не мав жодного способу перемогти, не було й причин програвати. Серторій виконав добре відпрацьований, майже партизанський маневр — хаотичний, розсіяний відступ. 
```
«Його люди мали звичку розсіюватися таким чином, а потім знову збиратися разом, так що 
Серторій
 часто блукав сам, а іноді знову з'являвся на полі бою з 
військом
 у сто п’ятдесят тисяч воїнів, немов зимовий потік, що раптово розлився».
[
24
]
```

## Наслідки битви при Сукро
Таким чином армія Серторія врятувалася після битви при Сукро і відступила вглиб країни. Його люди розгорнули справжню партизанську кампанію на землях Валенсії, атакуючи лінії постачання, які встановили Метелл і Помпей. Незабаром римлянам довелося відступити з Валенсія (провінція)Валенсії, оскільки провізію стало майже неможливо отримати. Валенсія та її околиці залишилися повністю зруйнованими внаслідок війни Серторія.
Зрештою Серторій не здобув остаточної перемоги. Через кілька років після битв при Валентії та Сукро його власні люди зрадили його, подібно до того, як раніше було зраджено Віріата. Головним змовником став Перпенна — людина, яка свого часу не змогла захистити Валентію від Помпея. Він прийняв командування військами Серторія, але, на жаль для нього, Перпенну ніколи не вважали добрим генералом. Незабаром Помпей захопив Перпенну і наказав стратити його за зраду.

## Висновок
Так Серторіанська війна підійшла до кінця. Це був останній сплеск корінної ідентичності та культури на території Іберії. Згодом іберійські племена, такі як Едетани навколо Валенсії, поступово втратили своє значення. Вони були інтегровані в нове суспільство, яке стало справді римським. Для Валентії як міста це також означало насильницький кінець — принаймні тимчасово.
Для однієї людини цей період став початком: Помпея. Його нова здобута слава допомогла йому піднятися все вище в римському суспільстві і незабаром принесла йому прізвисько «Великий». Десятиліття потому він укладе політичний союз із найвідомішим римлянином усіх часів — Юлієм Цезарем. Коли Цезар став надто могутнім, Помпей спробував його зупинити. Громадянська війна, що почалася, знищила Римську республіку та зміцнила владу Цезаря, який став довічним диктатором. Помпей Великий не дожив до цього.